# Reyna Royo
Reyna del Carmen Royo Rivera (Ciudad de Panamá,Panamá, 15 de marzo de 1971) es una modelo panameña y campeona de un concurso de belleza ganadora del Señorita Panamá 1995.

## Biografía
Royo, compitió en el certamen nacional de belleza Señorita Panamá 1995, en septiembre de 1995 y obtuvo el título de Señorita Panamá Universo. Representó a la zona de Panamá Centro. representó a Panamá en el Miss Universo 1996.